# Îlet Chancel

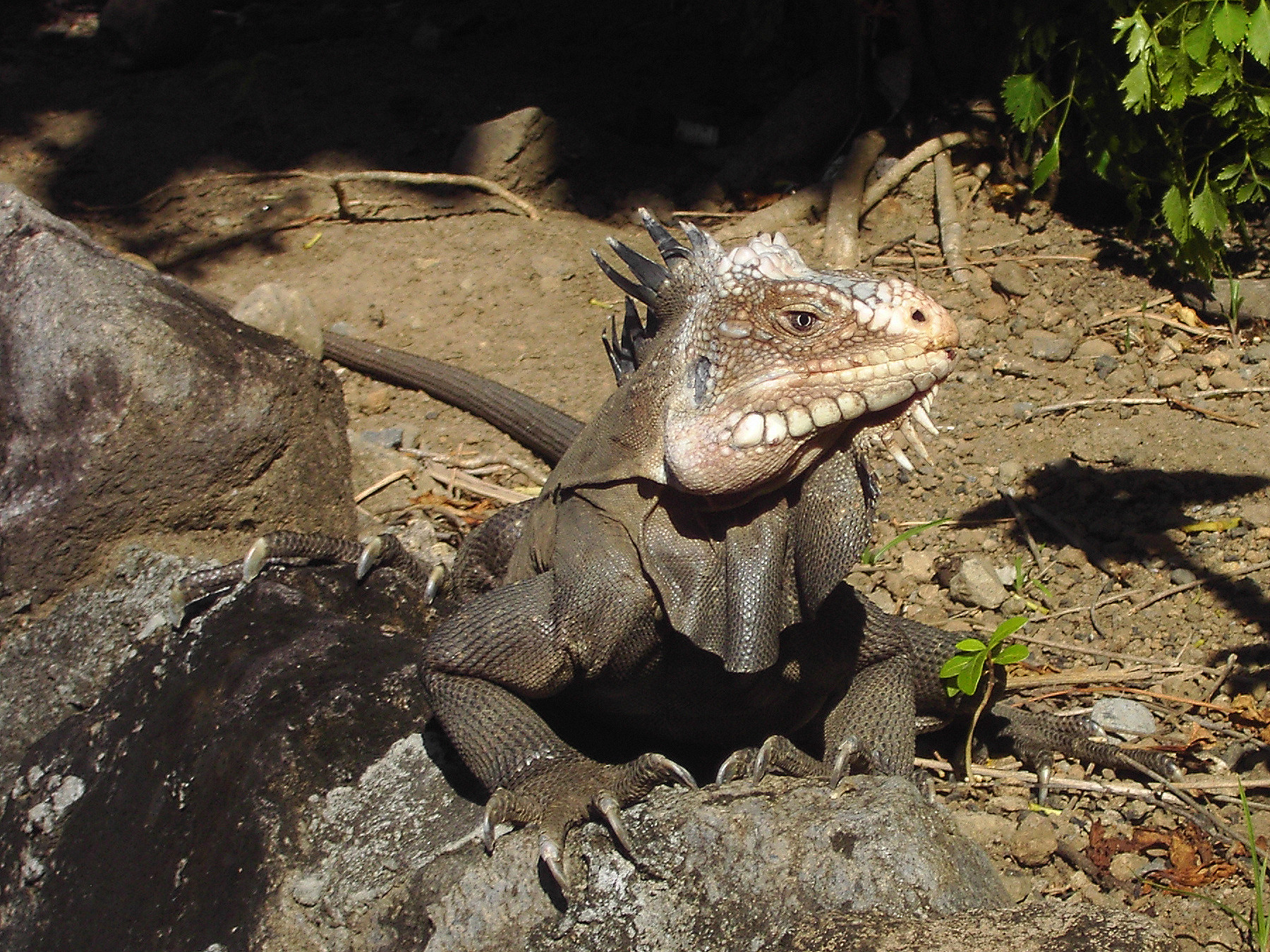
Iguane des Petites Antilles

Faisant partie des îlets du Robert, qui en comprend 10, l’îlet Chancel (2 km sur 0,9 km) est le plus grand îlet de la Martinique.
Anciennement îlet de Monsieur, il fut renommé îlet Ramville après son acquisition par Dubuc de Ramville. Depuis son rachat en 1891 par M. Lagrange-Chancel, il est nommé îlet Chancel. Il est maintenant la propriété de M.Bally
,.
Aujourd'hui privé, l’îlet Chancel garde les vestiges d’une habitation sucrière (cachot, puits, four à pain), d'un four à chaux et d'une poterie détruites lors de cyclones,. 
Mais c'est surtout la présence d'une des dernières colonies d'iguanes des caraïbes (Iguana delicatissima), dont les femelles sont généralement de couleur verte et les mâles de couleur grise, qui le rend particulièrement intéressant. En 2006 on dénombrait environ 600 individus,,.